# Закотянська волость
Закотянська волость — історична адміністративно-територіальна одиниця Старобільського повіту Харківської губернії із центром у слободі Закотна.
Станом на 1885 рік складалася з 2 поселень, єдиної сільської громади. Населення — 3496 осіб (1824 чоловічої статі та 1672 — жіночої), 504 дворових господарства.
|                     | Площа, десятин | У тому числі орної, дес. |
| ------------------- | -------------- | ------------------------ |
| Сільських громад    | 7123           | 6655                     |
| Приватної власності | 100            | 40                       |
| Казенної власності  | 758            | 755                      |
| Іншої власності     | 50             | 50                       |
| Загалом             | 8031           | 7500                     |

Основне поселення волості станом на 1885:
- Закотна — колишня державна слобода при річці Айдар за 24 верст від повітового міста, 3450 осіб, 498 дворових господарств, православна церква, школа, 3 лавок, 3 ярмарки на рік.

Наприкінці XIX сторіччя волость ліквідовано, територія увійшла до складу Піщанської волості.